# Slien

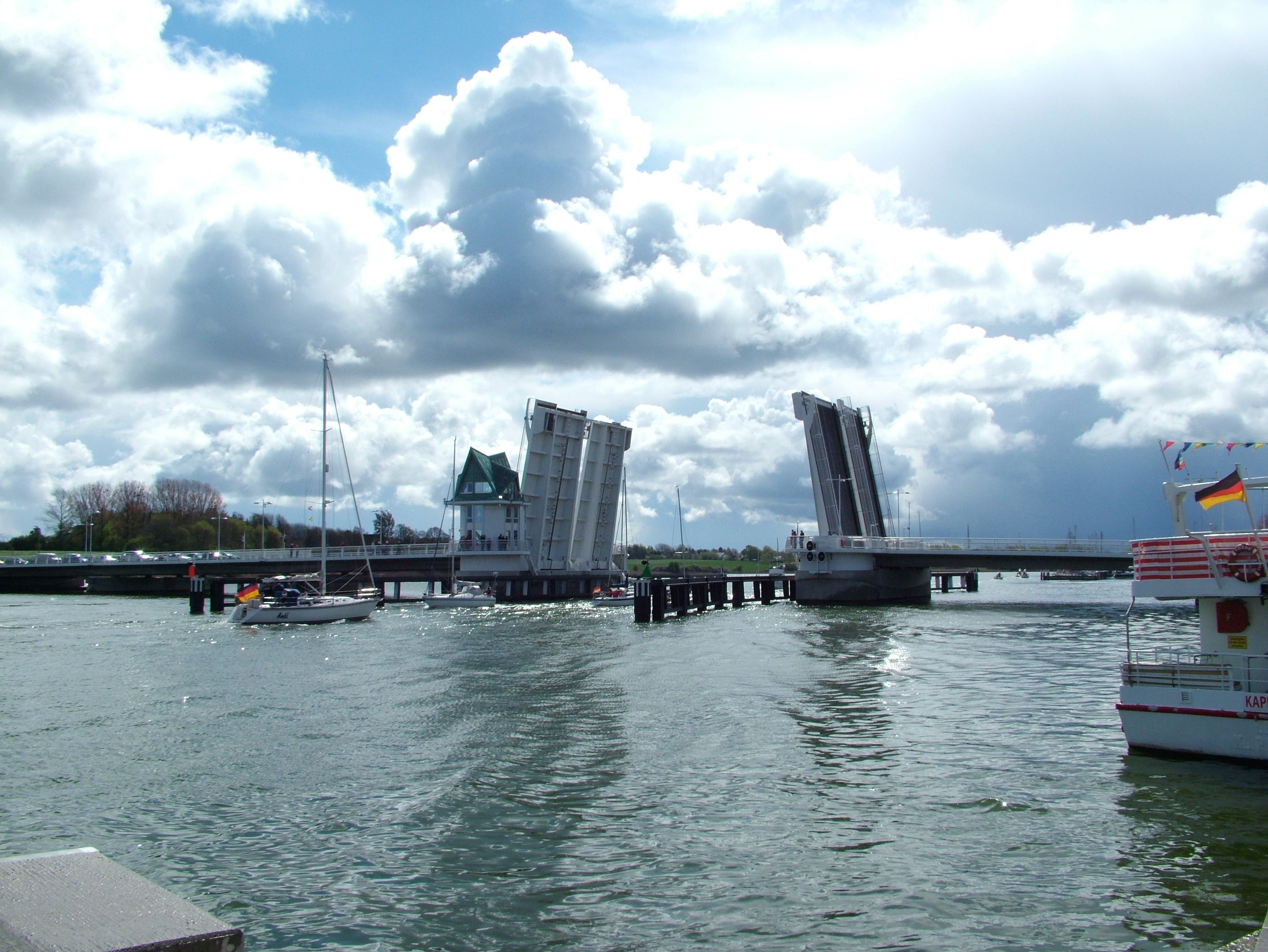
Slien vid Kappeln.

Karta över regionen.

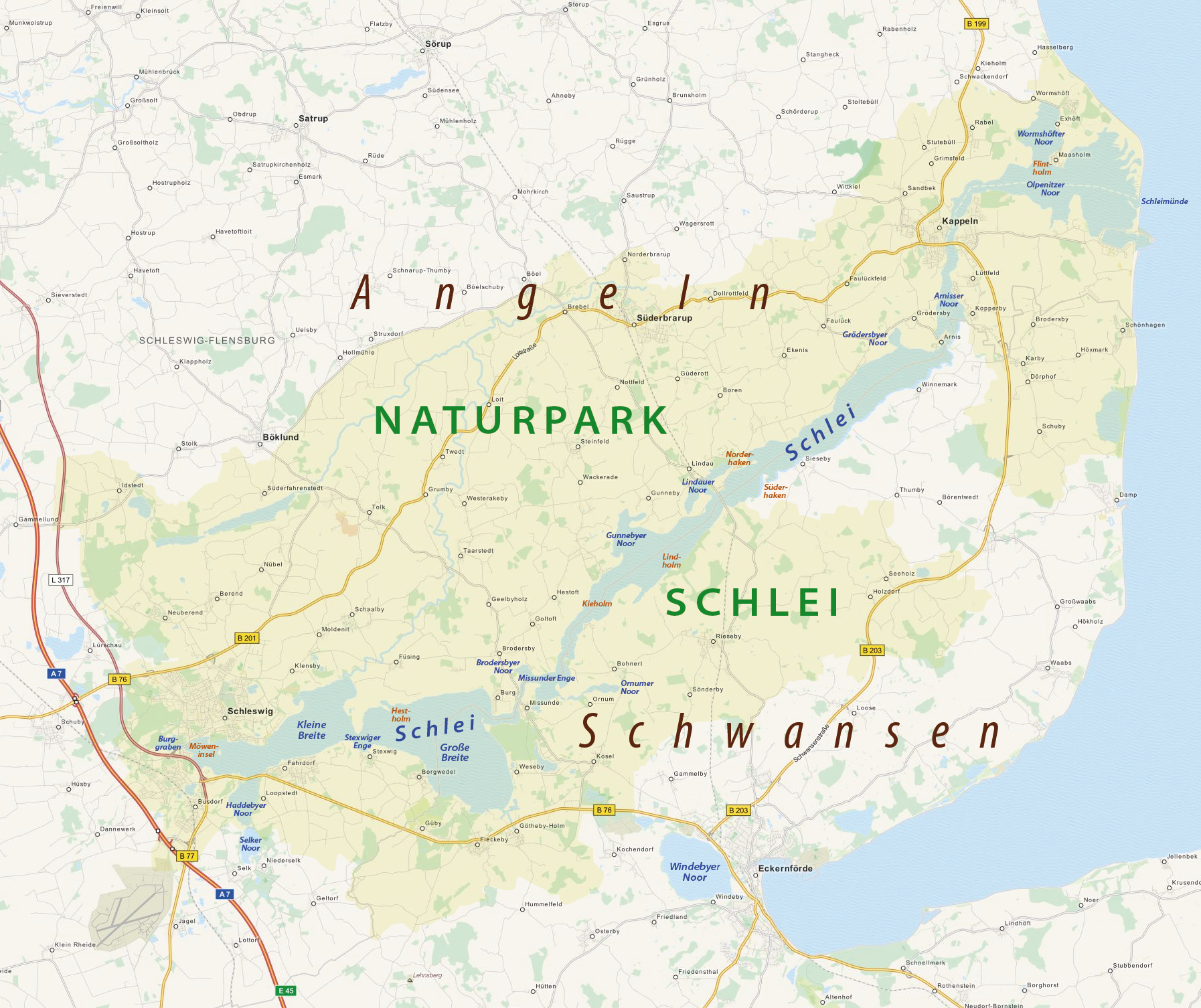

Slien (tyska: Schlei) är en fjord bildad av Östersjön på Schleswigs östra kust. 
Viken uppkom under senaste istiden men den direkta orsaken är omstridd. Den kan ha skapats genom inlandsisens skrapande aktivitet eller genom smältvatten. Slien är ungefär 42 km lång och sträcker sig från Kappeln till staden Schleswig genom en kuperad region. Viken är i genomsnitt 1,3 km bred och tre meter djup. Vattnet är bräckt och andelen salt minskar fram till Schleswig.
Tidigare hörde även sjön där slottet Gottorp är beläget till Slien, men den skildes 1582 av genom en 28 meter bred dammbyggnad.
I viken lever en lokal variant av sik. Fram till början av 1900-talet var fiske en av de vanligaste sysselsättningarna i området. Här fångades bland annat strömming, ål, abborre, braxen och olika karpfiskar.